# Erik Gustaf Boström
Erik Gustaf Boström Bernhard (11 de febrero de 1842 - † 21 de febrero de 1907) fue un terrateniente y político sueco, miembro del Parlamento Sueco (1876-1907) y primer ministro de Suecia en dos ocasiones (1891-1900 y 1902-1905) . También se le conoce como E.G. Boström o E. Gust. Boström. 
En 1871, se casó con Carolina "Lina" Almqvist, con la que tuvo seis hijas y un hijo. Hermano del Gobernador Filip Boström y sobrino del filósofo Christopher Jacob Boström. 
La política gubernamental de Boström se caracterizó por su pragmatismo. Con el tiempo, Boström fue ganando una buena reputación, a pesar de ser el primer primer ministro que no tiene un título académico ni experiencia en la educación superior de los cargos gubernamentales. También fue muy popular con el rey Óscar II. La eventual caída de Boström fue debida por su negativa a variar su posición en la cuestión noruega.
- Datos: Q52968
- Multimedia: Erik Gustaf Boström / Q52968